# Nastoïtchivy (destroyer)
Le Nastoïtchivy (anciennement Moskovski  Komsomolets jusqu'en 1992) est un destroyer lance-missiles de la classe Sovremenny (projet 956A) en service dans la marine soviétique puis russe.

## Historique
Sa quille est posée le 7 avril 1981 sous le nom de Moskovski Komsomolets, il est lancé le 19 janvier 1991 par Severnaïa Verf à Léningrad et mis en service le 30 décembre 1992 sous le nom de Nastoïtchivy.
Le 31 juillet 2011 — Jour de la marine —, le président russe Dmitri Medvedev visite le destroyer à la base navale principale de la flotte de la Baltique dans la ville de Baltiïsk, dans l'oblast de Kaliningrad.
Actuellement, le Nastoïtchivy est le navire amiral de la flotte de la Baltique de la marine russe. Pendant 20 ans de service de combat, le destroyer demeura en mer pendant environ deux ans au total et parcourut plus de 70 000 milles marins.
Ces dernières années, le navire amiral n'effectua aucun voyage important, notamment car il fut stationné à Baltiïsk pour des révisions techniques. En 2015, le Nastoïtchivy participe occasionnellement à des activités navales : en mars, il prend la mer lors d'un contrôle de l'état de préparation au combat des forces du district militaire ouest, et en juillet, il participe à un défilé en l'honneur de la Jour de la marine. À partir de 2019, selon des données du chantier naval 33, qui dessert les navires de la flotte de la Baltique, les systèmes de la centrale électrique principale (chaudière et turbine), les équipements et l'armement du navire sont de réparation ou maintenance à bord du Nastoïtchivy. Son système de propulsion sera également remplacé. Les réparations s’achèvent le 27 juin 2022.

## Galerie

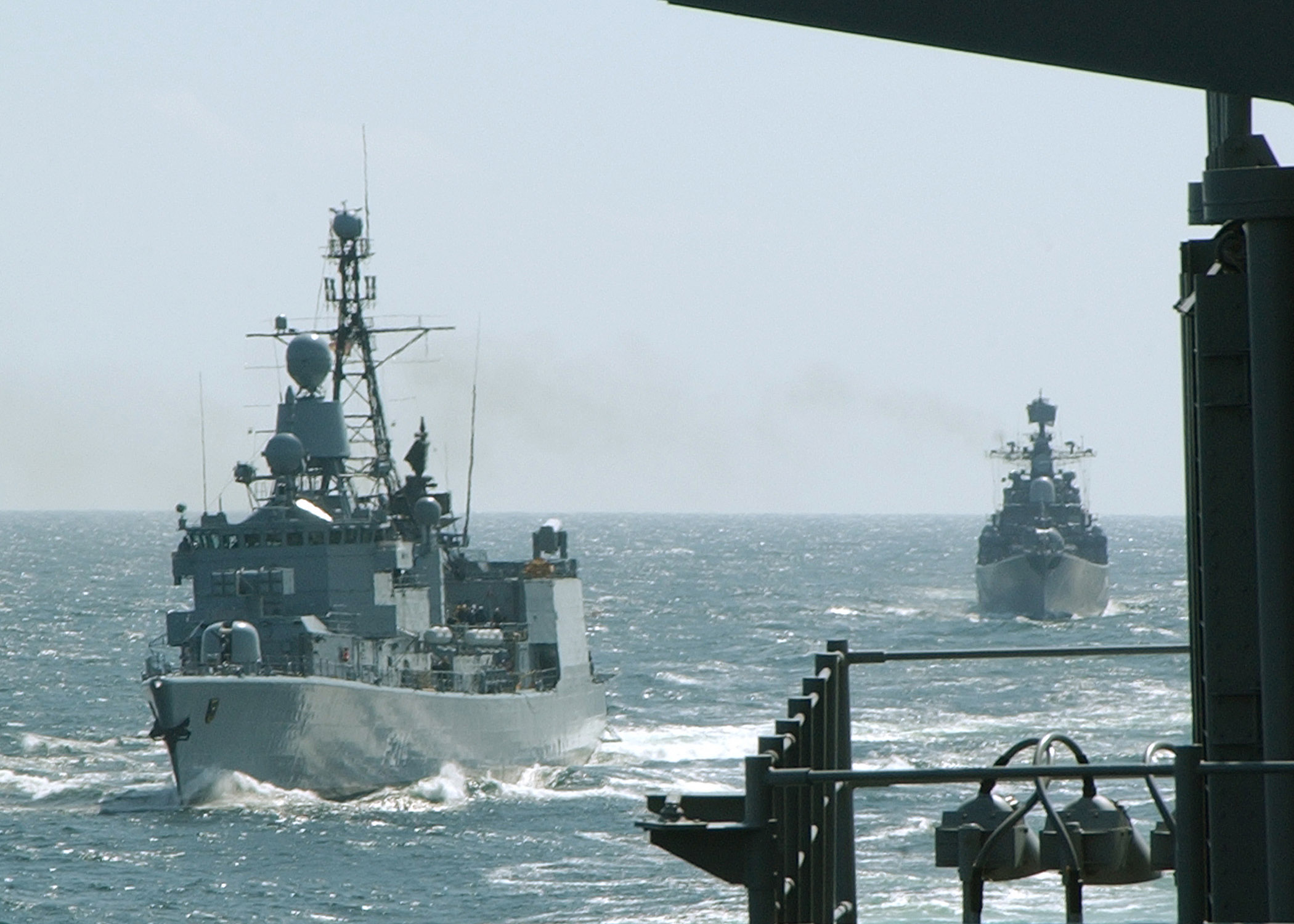
Le Nastoïtchivy et la frégate Lübeck le 9 juin 2003.
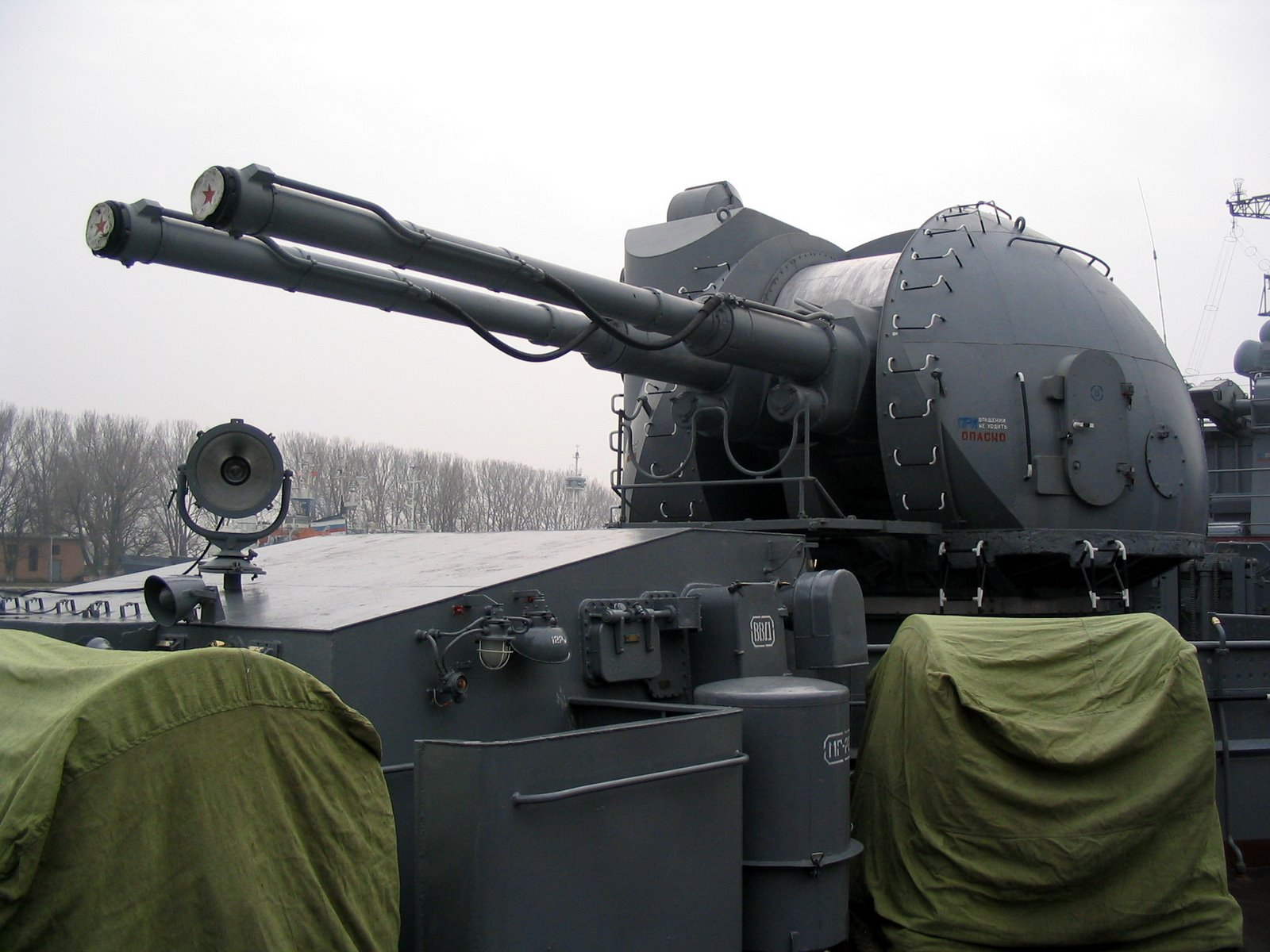
Armement du Nastoïtchivy le 21 février 2008.
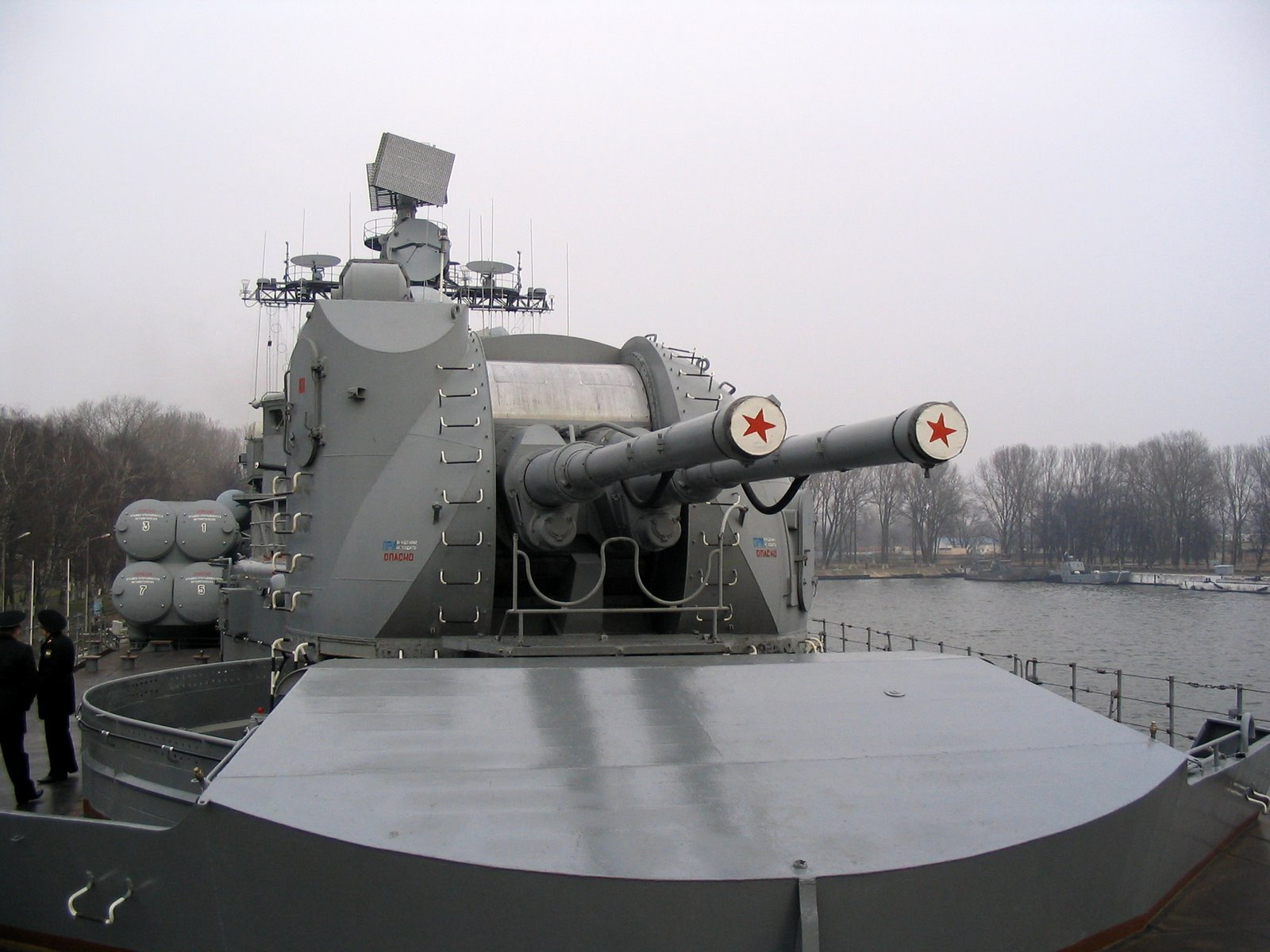
Armement du Nastoïtchivy le 21 février 2008.
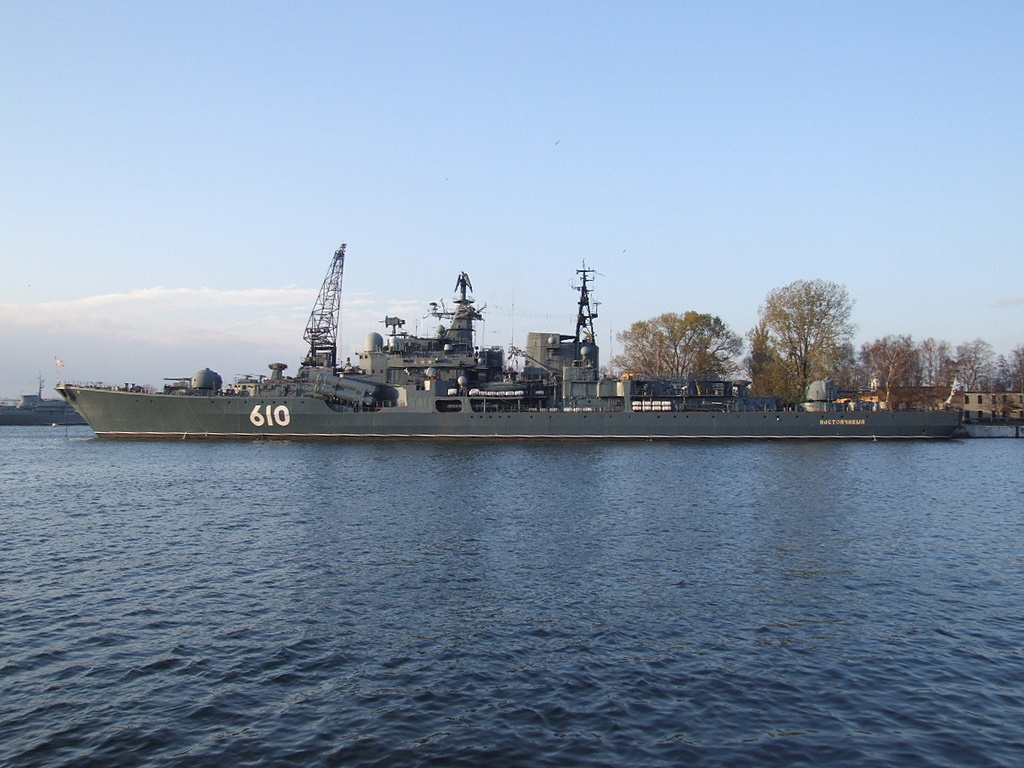
Le Nastoïtchivy le 30 octobre 2008.
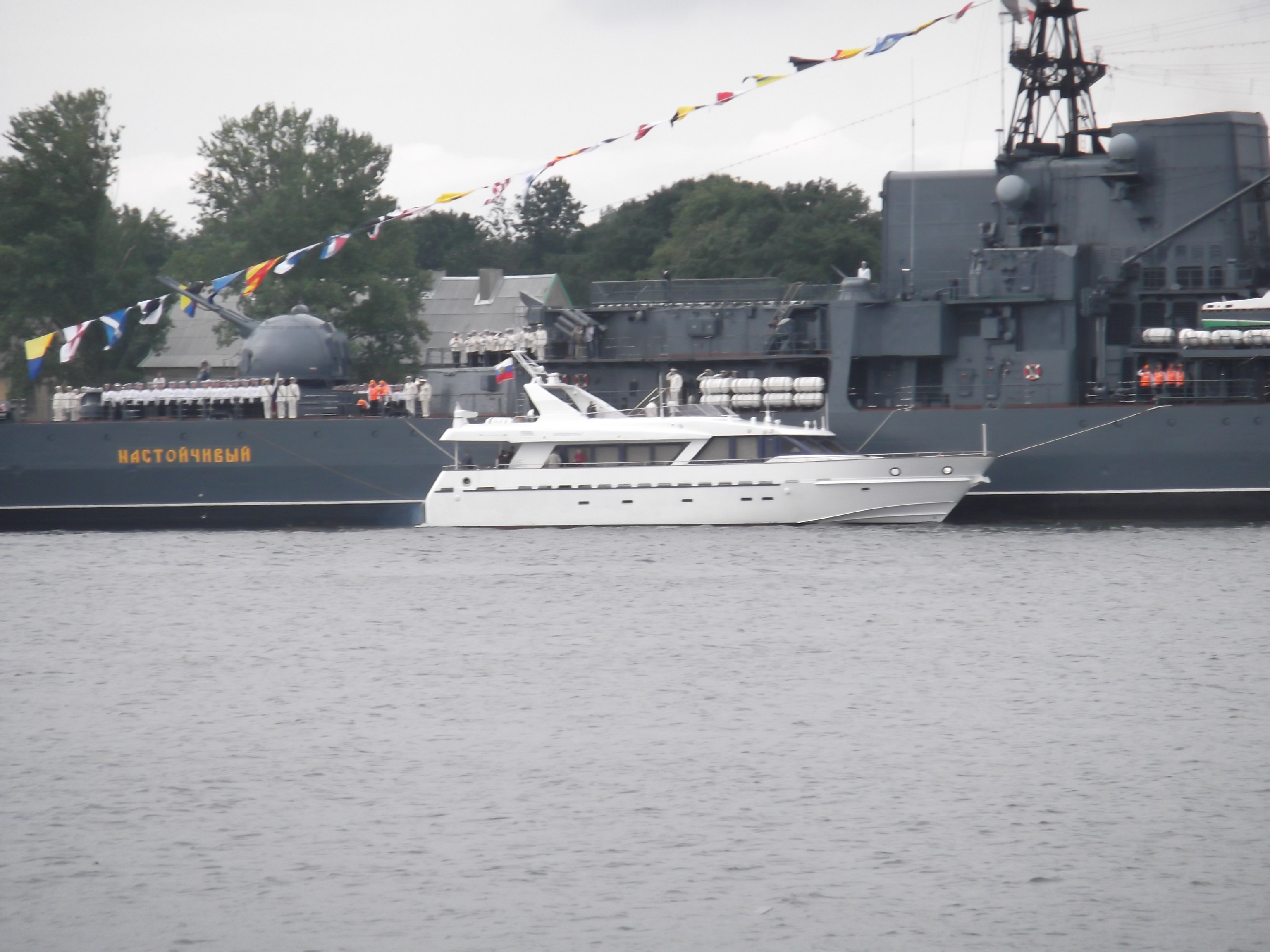
Le Nastoïtchivy le 31 juillet 2011.
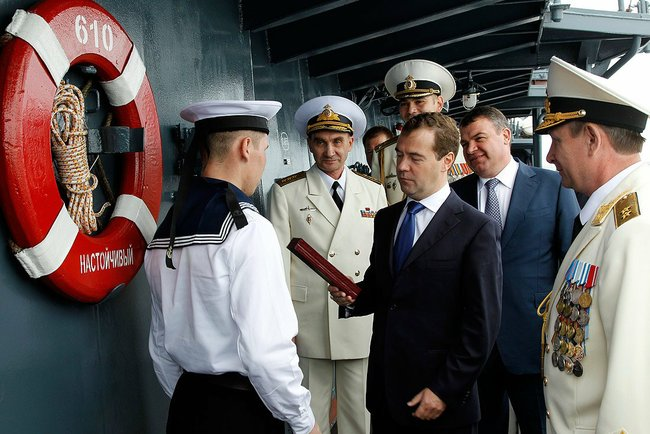
Vladimir Vyssotski et Dmitri Medvedev à bord du Nastoïtchivy le 31 juillet 2011.
Le Nastoïtchivy à son port d'attache en novembre 2014.
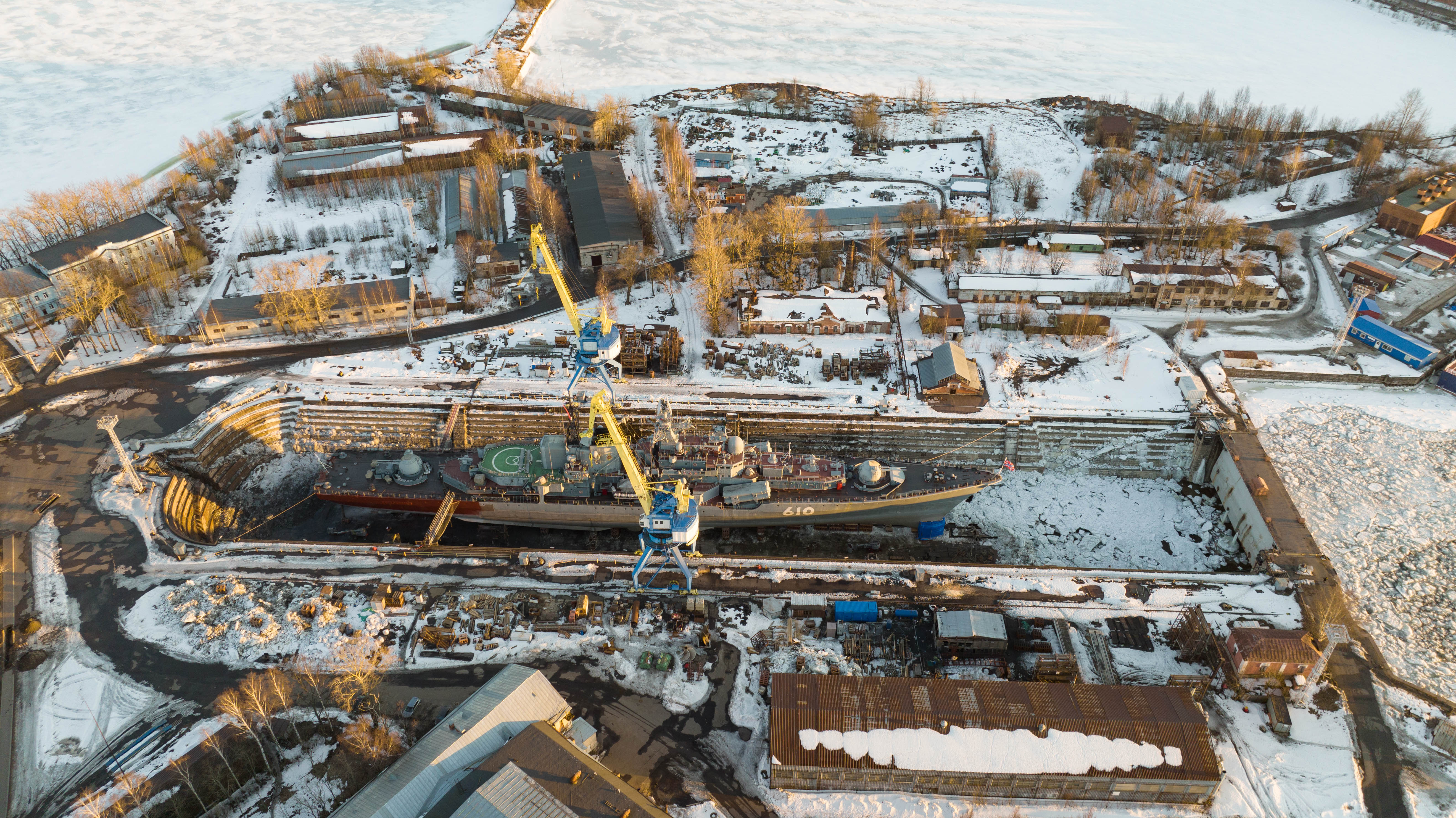
Le Nastoïtchivy en réparation à Kronstadt en mars 2022